# Ascensión Mendieta Ibarra
Ascensión Mendieta Ibarra (Sacedón, 29 de novembre de 1925 - Madrid, 16 de setembre de 2019) fou una activista política espanyola, lluitadora per la memòria històrica.
Medieta es convertí en símbol de la lluita per la memòria històrica a Espanya per la lluita que mantingué per a la recuperació del cadàver del seu pare, Timoteo Mendieta, assassinat l'any 1939 per les tropes franquistes, militars de l'exèrcit espanyol alçat contra el legítim govern de la Segona República espanyola, i enterrat en una fossa comuna al cementiri de Guadalajara. Ascensió Mendieta protagonitzà el primer cas del que s'anomenà "querella argentina" contra els crims del franquisme i, fruit d'això, aconseguí exhumar al seu pare l'any 2017.

## Biografia
Ascensión Mendieta nasqué el 29 de novembre de 1925 a la localitat castellana de Sacedón. Filla del matrimoni format per Timoteo Mendieta, militant de la Unió General de Treballadors (UGT), sindicat d'ideologia socialista adscrit al PSOE, i María Ibarra, pertanyent a una família de dreta i de bona posició social (la mare de Maria s'oposà al casament i trencà relació amb la seva filla per això). El matrimoni tingué set fills, quatre d'ells homes i tres dones (Pepa, Paz, Joaquín, Gregorio, Fotus, Timoteo i Ascensión), sent Assumpció la menor dels germans.
L'any 1939, després de l'arrest del seu pare i quedant la família sense recursos, es traslladaren a la localitat madrilenya de Puente de Vallecas, a casa de la mare de Timoteo.
Després de la mort de Franco, el germà gran d'Ascención, Joaquín, inicià les tasques per a l'exhumació del seu pare. En morir, fou Ascensión, recolzada per la seva família, qui continuà el camí fins a aconseguir, primer al 2013 i després al 2017, que es realitzessin els treballs d'exhumació i identificació, que conclogueren amb el lliurament de les restes mortals del seu pare i l'enterrament dels mateixos al cementiri civil de l'Almudena, a Madrid.
Ascensión Mendieta morí el 16 de setembre de 2019 a Madrid als 93 anys.

## Exhumació de Timoteo Mendieta
El pare d'Ascensión Mendieta, Timoteo Mendieta, exercí de secretari local de la Unió General de Treballadors (UGT) i fou afusellat per les tropes franquista el 16 de novembre del 1939 i enterrat, juntament amb altres 21 persones igualment represaliades, en una fossa comuna del cementiri municipal de Guadalajara, després de ser detingut a l'abril per un representant dels alçats contra la República i un veí del poble (es donà la circumstància que fou la pròpia Ascensión, que tenia llavors 13 anys, qui obrí la porta). Després de la mort de Francisco Franco, la família d'Ascensión, primer el seu germà i després ella, demanaren l'exhumació del cadàver per a poder-lo enterrar de forma digna.
Davant la inoperància de la justícia espanyola acudí a la justícia argentina, per a incloure el cas dins de l'anomenada "Querella Argentina". Per això viatjà a Buenos Aires al novembre de 2013 i realitzà una petició davant la jutgessa María Servini, qui realitzà un auxili judicial pel que ordenà l'exhumació. Després de ser rebutjada en un primer moment per qüestions formals, es tornà a realitzar la petició que fou atesa pel Jutjat número 2 de Guadalajara, que ordenà l'exhumació el gener de 2013.
El 19 de gener de 2013 un equip de l'Associació per a la Recuperació de la Memòria Històrica (ARMH) començaren els treballs d'exhumació a la fossa número 2 tal com figurava a l'ordre judicial i a la documentació aportada. Aquests treballs conclogueren el 30 de gener amb l'exhumació de diversos cossos de la fossa comuna i, després dels pertinents treballs d'identificació i proves forense, determinaren que cap de les restes pertanyia a Timoteo Mendieta.
Al maig de 2017 el Jutjat número 1 de Guadalajara, atenent un nou requeriment de la jutgessa Servini, donà l'ordre de realitzar nous treballs d'exhumació, que s'iniciaren el 9 d'aquell mateix mes. Les restes obtingudes foren enviades a analitzar mitjançant proves d'ADN i conclogueren, com es comunicà el 9 de juny del 2017, que pertanyien a Timoteo Mendieta. A continuació foren lliurades a la seva família que les hi donà sepultura al cementiri civil de l'Almudena, a Madrid. Aquest cas fou la primera exhumació realitzada a Espanya sol·licitada per la jutgessa argentina en l'anomenada "querella argentina".
L'any 2018 l'Associació per a la Recuperació de la Memòria Històrica (ARMH) lliurà als seus familiars les restes identificats d'altres 22 assassinats i exhumats al 1939 en aquell mateix cementeri.

### «Querella argentina»
El 14 d'abril de 2010 es presentà als tribunals de Buenos Aires (Argentina) una querella demanant la investigació del genocidi i els crims de lesa humanitat comesos a Espanya durant la Guerra del 36 i conseqüent dictadura. La querella fou presentada per diverses organitzacions humanitàries argentines i espanyoles al costat d'Adolfo Pérez Esquivel, guardonat amb el Premi Nobel de la Pau de 1980.
La petició estava basada en el principi de jurisdicció universal. Fou l'única causa oberta a tot el món per les violacions de drets humans comeses durant aquest període del segle XX a Espanya. Fou realitzada després que els tribunals espanyols vetaren les investigacions del jutge Baltasar Garzón sobre els desapareguts pel franquisme.